# Es tanzt ein Bi-Ba-Butzemann
Es tanzt ein Bi-Ba-Butzemann ist ein deutschsprachiges Volks- und Kinderlied, das auf der Kinderschreckfigur des Butzemanns beruht.

## Melodie und Text
Es tanzt ein Bi-Ba-Butzemann

In unserm Haus herum, fidebum,

Es tanzt ein Bi-Ba-Butzemann

In unserm Haus herum.

Er rüttelt sich, er schüttelt sich,

Er wirft sein Säckchen hinter sich.

Es tanzt ein Bi-Ba-Butzemann

In unserm Haus herum.

## Geschichte und Überlieferung
Der Text wurde erstmals 1808 im Kinderlieder-Anhang im dritten Band von Des Knaben Wunderhorn veröffentlicht. Den Text hatte Jacob Grimm wohl aus Kindheitserinnerungen niedergeschrieben und eingesandt.
Butzemann

Es tanzt ein Butzemann

In unserm Haus herum di dum,

Er rüttelt sich, er schüttelt sich,

Er wirft sein Säckchen hinter sich,

Es tanzt ein Butzemann

In unserm Haus herum.
Gegenüber Grimms Niederschrift haben die Herausgeber des Wunderhorn, Achim von Arnim und Clemens Brentano, den Text in einigen Punkten verändert:
- die Schreibweise „Botzemann“ wurde zu der gebräuchlicheren Form „Butzemann“ verändert
- die spezifisch niederdeutsche Wortwahl „auf unserm Boden herum“ („Boden“ im Sinne von „Speicher“, „Dachboden“) änderte Brentano zu „in unserm Haus herum“
- eingefügt wurde das spielerische „di dum“[3]

Ebenfalls in Des Knaben Wunderhorn veröffentlicht ist ein Kriegslied gegen Karl V., dessen Refrain die Zeile „Es geht ein Butzemann im Reich herum“ enthält. Dieses Lied haben die Herausgeber des Wunderhorn aus verschiedenen Quellen zusammengestellt. Im originalen Landsknechtslied, das erstmals 1546 gedruckt und dann von Friedrich Hortleder 1618 übernommen wurde, ist der Butzemann-Vers nicht enthalten. Diese Textzusammenstellung war in der Folgezeit Ursache einiger Verwirrung.
1853 ist das Lied in der zweiten Auflage von Johann Hinrich Wicherns Liederbuch des Rauhen Hauses abgedruckt. In dieser Fassung findet sich erstmals die lautmalerische Wortform „Bi-Ba-Butzemann“, die Melodie stimmt aber nur im Mittelteil mit der heute zu dem Lied bekannten Melodie überein. Diese scheint zum ersten Mal 1911 gemeinsam mit dem Text gedruckt worden zu sein, in Johann Lewalters Sammlung von Kinderliedern aus der Gegend von Kassel. Sie weist eine große Ähnlichkeit mit dem Studentenlied Ich hab den ganzen Vormittag auf meiner Kneip studiert überein, dessen Melodie aus Wenzel Müllers Singspiel Irrtum in allen Ecken oder die Schwestern von Prag von 1794 stammt. Aus diesem Grund wird Wenzel Müller gelegentlich als Komponist des Liedes angeführt, doch hat Müller sich verschiedener Melodieelemente bedient, die schon im 18. Jahrhundert volkstümlich waren. Der Mittelteil der Melodie stimmt mit einem Abschnitt des Weihnachtsliedes Es hat sich halt eröffnet überein, das seit dem 19. Jahrhundert in Österreich und Schwaben überliefert ist.

## Historischer Hintergrund
Butzemann oder auch Butz bezeichnet Dämonen, Gespenster, Kobolde oder zwergartige Schreckgestalten. Er ist vorwiegend im süddeutschen und schweizerischen Raum verbreitet. Sprachlich ist der Begriff vermutlich aus dem mittelhochdeutschen Wort bôzen „schlagen“ abgeleitet.
Die Brüder Grimm gaben mehrfach Erklärungen für die Figur des Butzemann ab. Wilhelm Grimm bemerkt 1819 in den Kinder- und Hausmärchen: „Botzemann: … gewöhnlich vermummt sich jemand mit weißen Tüchern und nimmt einen Besen in die Hand.“ Laut den fünfbändigen Anmerkungen zu den Kinder- und Hausmärchen der Brüder Grimm der Märchenforscher Johannes Bolte und Jiří Polívka, bezüglich der Figur des Herrn Korbes (KHM 41), ist diese gemäß Bolte-Polívka vergleichbar mit der des Knecht Ruprecht oder dem Butzemann, der den Kindern Angst einjagt. Diese Erklärung gaben die Brüder Grimm am 25. Juni 1823 ihrem englischen Übersetzer Edgar Taylor. Im Deutschen Wörterbuch leiten die Brüder Grimm den Butzenmann von einer eine Maske tragenden Gestalt ab.
Richard Beitl, Vertreter der mythologischen Schule der Volkskunde, reihte den Butzemann aufgrund empirischer Erhebungen unter die Nachfahren der von Wilhelm Mannhardt so genannten Korndämonen ein.

## Ausführung als bewegtes Singspiel
Es existieren verschiedene Spielvorschläge zu dem Lied, die zumeist auf ein Kreisspiel mit Nachspielen der im Lied beschriebenen Handlungen hinauslaufen.
Ein anderer Spielvorschlag nimmt das Lied als Grundlage einer Variante des Spiels vom „Plumpsack“ bzw. „Faulen Ei“: Die Kinder stehen oder sitzen im Kreis, mit Blick nach innen, und halten sich an den Händen. Der Butzemann läuft oder rennt im Kreis um die Kinder herum und bei einem lässt er sein „Säckchen“ fallen. Dieses Kind muss es erspüren und aufheben und hinter dem Butzemann herrennen und ihn fangen, bevor er die freie Lücke des nachlaufenden Kindes erreicht. Schafft er dies, kommt das Kind ins „Faule Ei“ – das ist die Kreismitte. Nun beginnt das Spiel von neuem. Wird der Butzemann gefangen, muss er ins „Faule Ei“.

## Trivia
Wegen eines zufälligen Gleichklangs wurde das Lied während der Katalonien-Krise 2018 zu einer beliebten Ausdrucksform der katalanischen Unabhängigkeitsbewegung, sowohl in der deutschen Originalfassung mit Bi-Ba-Butzemann als auch mit dem spanischen Refrain Viva Puigdemont („es lebe Puigdemont“, ein separatistischer Politiker und bis 2017 Präsident Kataloniens).
Auch auf dem bereits 1985 entstandenen Lied Laßt sie reisen von Reinhard Mey (Album Hergestellt in Berlin) wird zu Beginn jeder Strophe und insbesondere zum Ende der Butzemann angedeutet.

## Versionen des Liedes
- Gustav Mahler 1901: Mahler verwendet Versatzstücke der Melodie im ersten Satz seiner 4. Sinfonie.
- Fredl Fesl 1978: Der Bi-Ba-Butzemann
- Nena 1990: Es tanzt ein Bi-Ba-Butzemann, Album: Komm, lieber Mai …
- Hämatom 2005: Butzemann, Album: Nein
- Klaus Trabitsch 2006: Butzemann – die Schönsten Kinderlieder (CD)
- Maybebop 2011: Es tanzt ein Bebop-Butzemann, Album: Extrem nah dran
- Jazzkantine 2012: Es tanzt ein Bi-Ba-Butzemann, Album: Jazzkantine spielt Volkslieder